# Thaumastopeus gloriosus
Thaumastopeus gloriosus är en skalbaggsart som beskrevs av Pavicevic 1986. Thaumastopeus gloriosus ingår i släktet Thaumastopeus och familjen Cetoniidae. Inga underarter finns listade i Catalogue of Life.